# 包地特鎮區 (明尼蘇達州伍茲湖縣)
包地特鎮區（英語：Baudette Township）是位於美國明尼蘇達州伍茲湖縣的一個行政鎮區。

## 地方資料
包地特鎮區的面積為27.40平方千米，當中陸地面積為25.18平方千米，而水域面積為2.21平方千米。根據2020年美國人口普查的數據，當地共有人口323人，而人口密度為每平方千米11.79人。